# Augustin Dumon
Augustin Aimable Dumon, ook Dumon-Dumortier, (Rijsel, 4 december 1791 - Doornik, 28 januari 1852) was een Belgisch industrieel, diplomaat en politicus voor de Liberale Partij.

## Biografie

### Familie
Augustin Dumon was een zoon van de Fransman Pierre Dumon (1765-1818) en Angelique Lepetit (1766-1846). Hij trouwde in 1818 in Doornik met Marie Dumortier (1797-1871), enige dochter van de welvarende kalkovenuitbater M. Dumortier. Ze kregen twee zoons en een dochter:
- Auguste Dumon (1819-1892), industrieel, volksvertegenwoordiger en minister van Openbare Werken, trouwde in 1850 in Viroinval met Marie-Léonie Licot (1830-1920), zus van Augustin Licot, volksvertegenwoordiger. Ze kregen een dochter, met afstammelingen tot heden.
- Henri Dumon (1820-1889), industrieel, gemeenteraadslid van Doornik, senator, trouwde met Marie Libert (°1838). Ze kregen een zoon en een dochter, met afstammelingen tot heden.
- Euphrosine Dumon (1823-1895), trouwde in 1843 in Doornik met Jules de Grand'Ry (1805-1876), burgemeester van Eupen. Ze kregen drie zoons en drie dochters, met afstammelingen tot heden.

### Loopbaan
Dumon werd op 5 november 1830 door het Voorlopig Bewind tot Belg genaturaliseerd. Hij bracht het bedrijf van zijn schoonvader tot nog grotere bloei en was ook actief als suikerfabrikant. Omdat hij vaststelde dat de concurrentie tussen de kalkovens dodelijk was, stichtte hij, samen met graaf Albéric du Chastel voor de aankoop van kalk, die onder hun directie bloeide.
De verkregen naturalisatie opende de weg voor een politieke carrière. Vanaf einde 1830 was hij gemeenteraadslid en schepen van Doornik, een stad waarvan hij van 1848 tot aan zijn dood burgemeester was.
In 1835 werd hij verkozen tot liberaal senator voor het arrondissement Doornik, een mandaat dat hij eveneens tot aan zijn dood zou vervullen. Daar nog bij was hij in 1847-1848 gouverneur van Henegouwen en werd hij (na aan het gouverneurschap te hebben verzaakt ingevolge de wet op de onverenigbaarheden) voorzitter van de Senaat, eveneens tot aan zijn dood. In 1849 reisde hij als gevolmachtigd minister naar Den Haag om er de felicitaties van de regering-Rogier I over te maken bij de troonsbestijging van Willem II.